# マクミンビル (オレゴン州)
マクミンビル（McMinnville）は、アメリカ合衆国オレゴン州ヤムヒル郡の都市。同郡最大の都市であり、郡庁が立地する。人口は3万4319人（2020年）。オレゴン・ジオグラフィック・ネームズによると、名称は開拓者のウィリアム・T・ニュービーの出身地テネシー州マクミンビルに由来する。
また、ヤムヒル川の支流がウィラメットバレーで合流する地点に位置し、Schnitzer Steel Industries子会社のカスケード・スティール社、リンフィールド・カレッジなどが本拠地としている。

## 歴史

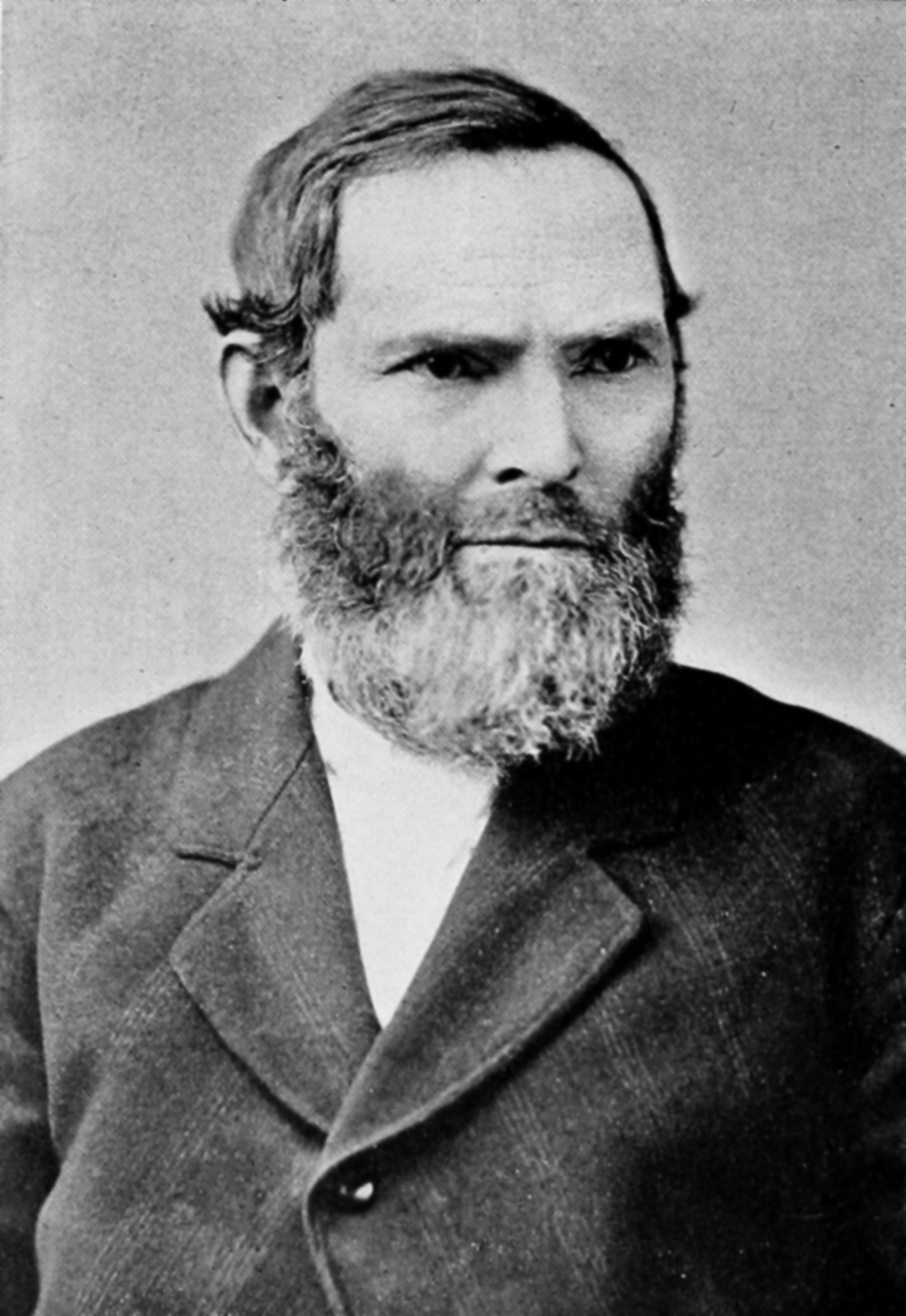
マックミンビルの創設者 ウィリアム・ニュービー

街の創設者であるウィリアム・T・ニュービーは1843年の大移住に参加し、当時オレゴン・カントリーと呼ばれていた地域の中で現在のマクミンビルに移住。1844年に土地所有宣言をした。そして1853年には現在3番街のある場所に製粉所を建設した。1856年5月5日、彼は街を創設し、出身地のテネシー州マクミンビルから「マクミンビル」と名付けた。また、地元にリンフィールド・カレッジが創設される際には、自らの土地をキャンパスのために寄付した。
マクミンビルは1876年に自治体化し、1882年には市に昇格した。そして、1886年の議決によりラファイエットからヤムヒル郡庁が移転してきた。

## 地理
マクミンビルは太平洋に面するリンカーンシティからは87km、ポートランドからは60km、州都のあるセイラムからは42km離れた位置にある。
アメリカ合衆国国勢調査局によると、市の面積は27.40km²であり、水面積率は0%である。

## 経済

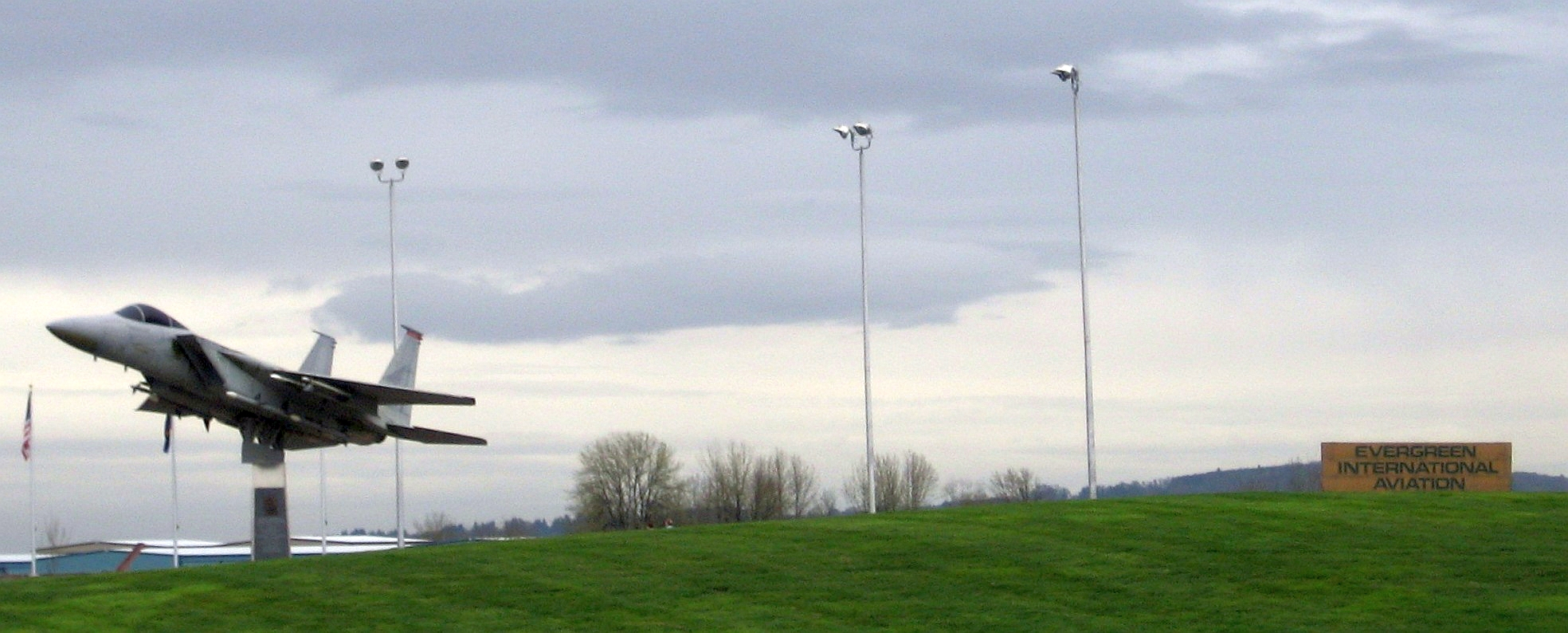
エバーグリーン航空宇宙博物館

オレゴン国際航空ショーの開催地が2019年からマクミンビル市営空港に変更になった。この航空ショーは航空産業の振興と、空軍・退役軍人の顕彰のために実施されている。また、航空ショーは地元の協力を得ながら開催されており、1988年から累計300万米ドルの寄付がマクミンビルだけでなくワシントン郡ヒルズボロやオレゴン州を通じても行われている。
1960年代前期にはケルトン・ペリー、チャック・コルビン、ウィラード・カッシングなどがゴルフ場開発に乗り出した。そして、キャプテン・フランシス・マイケルブックを説得して彼の牧場を買い上げた。彼は土地を提供する際に自分の名前をゴルフ場につけることを条件として提示したため、ゴルフ場の名前は「マイケルブック・カントリークラブ」となった。
1968年から、Schnitzer Steel Industriesの子会社カスケード・スティール社がマクミンビルに本社工場を構えている。カスケード社はリサイクルメタルを高付加価値の鉄製品に加工している。具体的には、アーク炉を利用して鉄筋や鉄筋コイル、ワイヤーなどを製造している。
2016年にはマクミンビルの農協が別の農協であるオーガニック・バレーを買収した。オーガニック・バレーは全米最大の有機野菜生産者であり、オレゴン州とワシントン州の72名の事業者が加盟している。
1993年からはゴールデンバレー・ブルワリー・アンド・パブ社がマクミンビルに本社を置いている。ゴールデンバレー社ではアンガス牛の畜産を行なっている。また、マクミンビルのグラナリー歴史地区に位置するへーター・アレン醸造はピルスナー部門で世界トップのブルワリーである。マクミンビルではビール醸造が盛んであり、合計でクラフトビールのブルワリーが6つ、グルテンフリーのブルワリーが2つある。

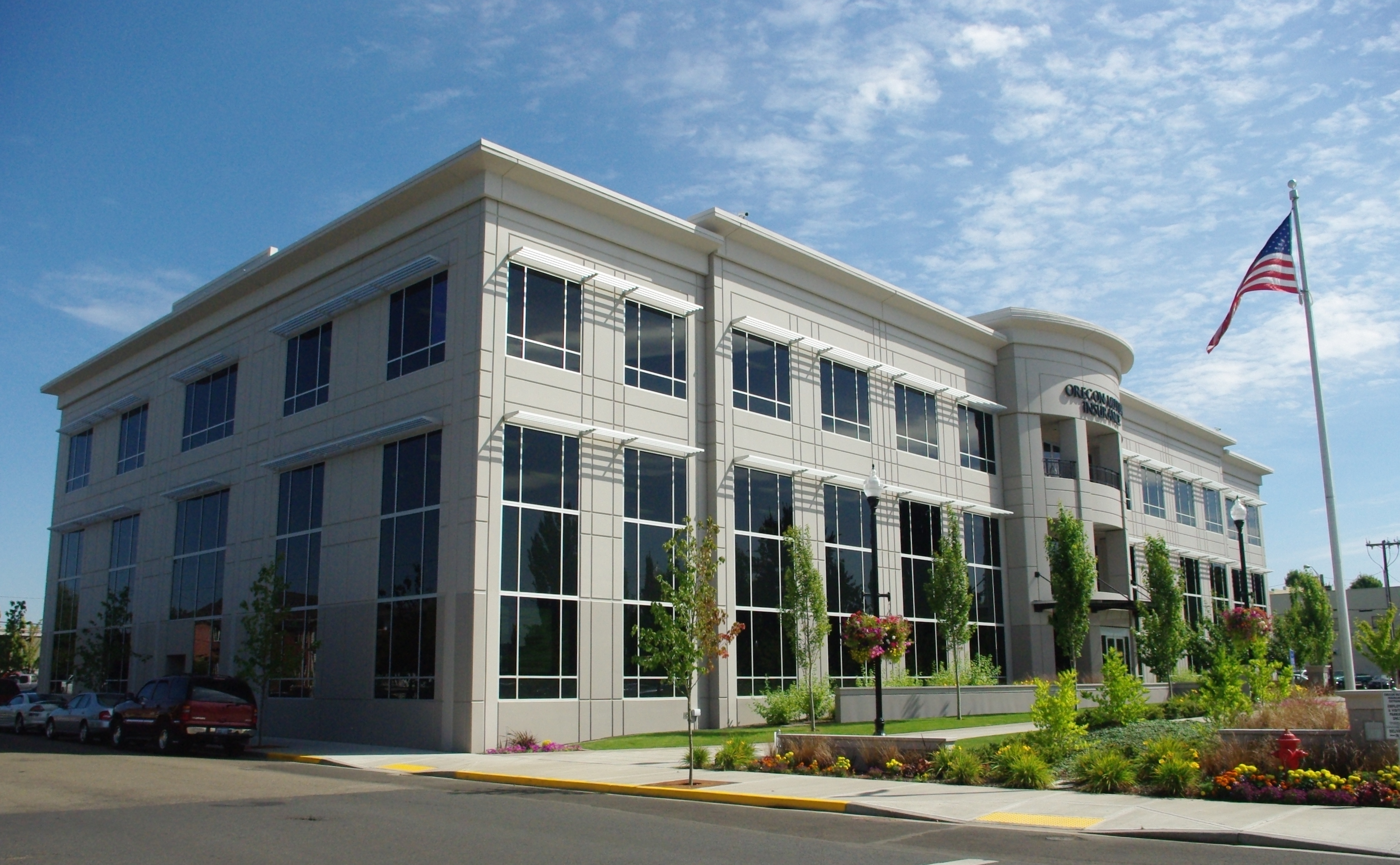
オレゴン相互保険本社

1990年代以降、マクミンビル周辺のブドウ畑のほとんどがウィラメット・ヴァレーAVAに含まれるようになり、マクミンビルはオレゴン・ワインの中心地と呼ばれるようになった。2005年1月には下部組織のマクミンビルAVAが設立され、14のワイナリーが合計2.12km²のブドウ畑を管理している。
マクミンビル、ヤムヒル郡の経済成長によって住宅価格は上昇を続けており、1平方フィートあたりの住宅価格の中央値は現在では200米ドルを超えた。

## 気候
この地域の夏は少し暑くまた乾燥しており、平均気温が摂氏22度を越すことはない。また、ケッペンの気候区分によると、マクミンビルは地中海性気候に分類される。標準的な平均気温は12月の摂氏4.3度から8月の摂氏19.1度の間に分布している。平均年間降水量は1,009ミリであり、毎年11月にピークを迎える。記録上の最低気温は1950年1月31日の摂氏-22度、最高気温は1926年7月9日、10日の摂氏43度である。
| オレゴン州マクミンビル（1981年-2010年）の気候 | オレゴン州マクミンビル（1981年-2010年）の気候 | オレゴン州マクミンビル（1981年-2010年）の気候 | オレゴン州マクミンビル（1981年-2010年）の気候 | オレゴン州マクミンビル（1981年-2010年）の気候 | オレゴン州マクミンビル（1981年-2010年）の気候 | オレゴン州マクミンビル（1981年-2010年）の気候 | オレゴン州マクミンビル（1981年-2010年）の気候 | オレゴン州マクミンビル（1981年-2010年）の気候 | オレゴン州マクミンビル（1981年-2010年）の気候 | オレゴン州マクミンビル（1981年-2010年）の気候 | オレゴン州マクミンビル（1981年-2010年）の気候 | オレゴン州マクミンビル（1981年-2010年）の気候 | オレゴン州マクミンビル（1981年-2010年）の気候 |
| 月                                            | 1月                                           | 2月                                           | 3月                                           | 4月                                           | 5月                                           | 6月                                           | 7月                                           | 8月                                           | 9月                                           | 10月                                          | 11月                                          | 12月                                          | 年                                            |
| --------------------------------------------- | --------------------------------------------- | --------------------------------------------- | --------------------------------------------- | --------------------------------------------- | --------------------------------------------- | --------------------------------------------- | --------------------------------------------- | --------------------------------------------- | --------------------------------------------- | --------------------------------------------- | --------------------------------------------- | --------------------------------------------- | --------------------------------------------- |
| 最高気温記録 °F （°C）                        | 69 (21)                                       | 72 (22)                                       | 87 (31)                                       | 99 (37)                                       | 100 (38)                                      | 110 (43)                                      | 110 (43)                                      | 108 (42)                                      | 106 (41)                                      | 95 (35)                                       | 75 (24)                                       | 72 (22)                                       | 110 (43)                                      |
| 平均最高気温 °F （°C）                        | 47.7 (8.7)                                    | 50.7 (10.4)                                   | 56.0 (13.3)                                   | 60.9 (16.1)                                   | 67.6 (19.8)                                   | 72.8 (22.7)                                   | 81.4 (27.4)                                   | 82.3 (27.9)                                   | 76.2 (24.6)                                   | 62.7 (17.1)                                   | 52.0 (11.1)                                   | 45.7 (7.6)                                    | 63.1 (17.3)                                   |
| 平均最低気温 °F （°C）                        | 33.9 (1.1)                                    | 34.7 (1.5)                                    | 37.1 (2.8)                                    | 39.3 (4.1)                                    | 43.2 (6.2)                                    | 47.0 (8.3)                                    | 50.8 (10.4)                                   | 50.5 (10.3)                                   | 47.1 (8.4)                                    | 41.1 (5.1)                                    | 38.1 (3.4)                                    | 33.8 (1)                                      | 41.4 (5.2)                                    |
| 最低気温記録 °F （°C）                        | −7 (−22)                                      | 1 (−17)                                       | 14 (−10)                                      | 24 (−4)                                       | 24 (−4)                                       | 31 (−1)                                       | 34 (1)                                        | 30 (−1)                                       | 25 (−4)                                       | 20 (−7)                                       | 9 (−13)                                       | −5 (−21)                                      | −7 (−22)                                      |
| 降水量 inch （mm）                            | 6.10 (154.9)                                  | 4.44 (112.8)                                  | 4.03 (102.4)                                  | 2.91 (73.9)                                   | 2.24 (56.9)                                   | 1.53 (38.9)                                   | 0.50 (12.7)                                   | 0.58 (14.7)                                   | 1.38 (35.1)                                   | 3.15 (80)                                     | 6.79 (172.5)                                  | 6.09 (154.7)                                  | 39.74 (1,009.5)                               |
| 平均降水日数                                  | 18                                            | 16                                            | 16                                            | 13                                            | 10                                            | 7                                             | 2                                             | 3                                             | 6                                             | 11                                            | 17                                            | 19                                            | 138                                           |
| 出典：NWS, Weatherbase for precipitation days |                                               |                                               |                                               |                                               |                                               |                                               |                                               |                                               |                                               |                                               |                                               |                                               |                                               |

## 人口動静
以下のデータは2010年国勢調査に基づく。
| 基礎データ - 人口：32,187人 - 世帯数：11,674帯 - 家族数：7,779家族 - 人口密度：1,174.6人/km² - 住居数：12,389軒 - 住居密度：452.1軒/km² 人種別人口構成 - 白人：82.2% - アフリカン・アメリカン：0.7% - ネイティブ・アメリカン：1.2% - アジア人：1.5% - 太平洋諸島系：0.2% - その他：10.7% - 混血：3.5% - ヒスパニック・ラテン系：20.6% 世帯と家族 - 18歳未満の子供がいる: 35.5% - 結婚・同居している世帯: 48.2% - 未婚・離婚女性が世帯主である世帯: 13.0% - 未婚・離婚男性が世帯主である世帯: 5.4% - 非家族世帯: 33.4% - 単身世帯: 26.4% - 65歳以上の老人1人暮らし: 12.4% - 平均構成人数 - 世帯: 2.61人 - 家族: 3.14人 | 年齢別人口構成 - 18歳未満：25.8% - 18歳-24歳：12.7% - 25歳-44歳：24.7% - 45歳-64歳：22.2% - 65歳以上：14.6% - 年齢の中央値：34歳 - 男女比 - 男性：48.2% - 女性：51.8% 収入と家計（2000年国勢調査） - 収入の中央値 - 世帯: 38,953米ドル - 家族: 44,013米ドル - 性別 - 男性: 33,517米ドル - 女性: 24,405米ドル - 人口1人あたり収入: 17,085米ドル - 貧困線以下 - 対人口: 12.9% - 対家族数: 8.2% - 18歳未満: 14.0% - 65歳以上: 7.8% |

## 芸術と文化

### 毎年恒例の文化行事

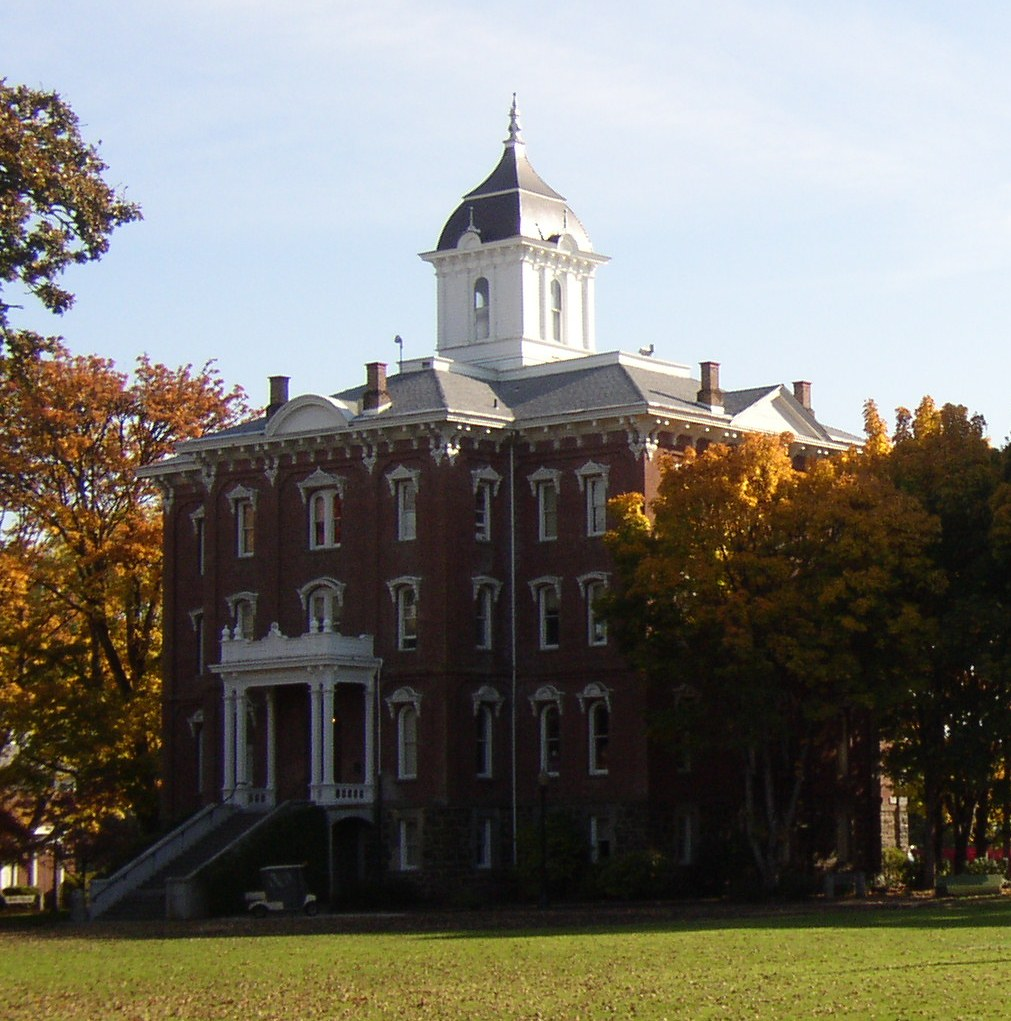
リンフィールド・カレッジに建つパイオニアホール

ターキー・ラーマはマクミンビルで毎年3日間にかけて行われる七面鳥バーベキューのイベントである。地元ヤムヒル郡には七面鳥農家が多く、1938年から続く伝統行事である。現在では、七面鳥の品評会や七面鳥レースなど、七面鳥関連のイベントも同時に開催されている。
国際ピノ・ノワール祭も1987年から毎年7月にリンフィールド・カレッジのキャンパス内で開催されている。毎年3日間開催されることイベントには、地元のぶどう農家、アメリカ北西部のシェフ、地元メディアに加えたくさんのワイン愛好家も集まっている。
2018年、マクミンビル・ヌーン・ロータリークラブはウィラメットバレー・ガン財団と協力してマック・フードトラック・フェスティバルという年間イベントを企画した。このイベントではフードトラックが多数出店し、地元ウィラメットバレーで作られたビール・ワインを楽しむことができる。
シップ！・マクミンビル・ワイン&フードクラシックは1993年から毎年開催されているワインと飲食関連の展示会である。毎年エバーグリーン航空宇宙博物館で3日間開催され、アメリカ北西部から多くのシェフやワインメーカーが集まる。また、このイベントは地元の私立学校がオーナーを務めている。

### 博物館・その他の名所

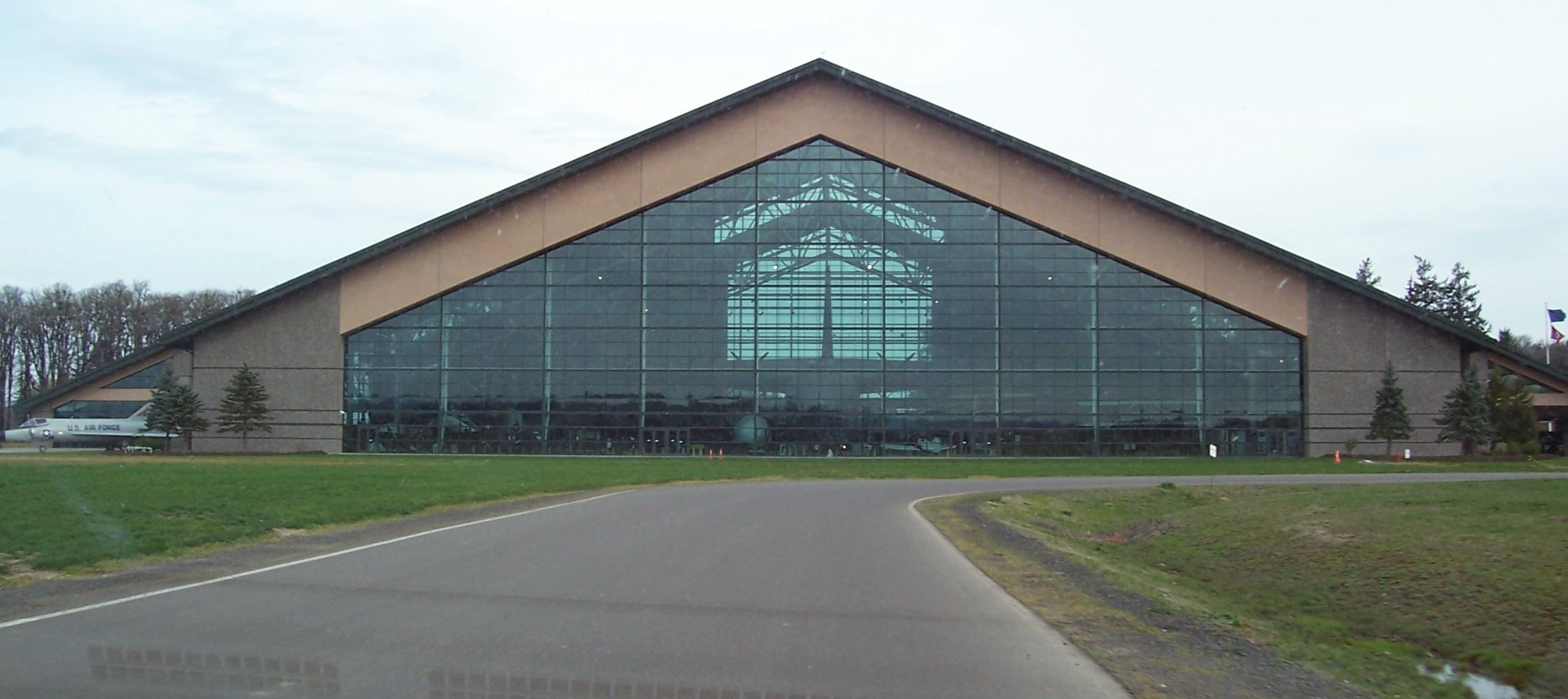
エバーグリーン航空宇宙博物館

エバーグリーン航空宇宙博物館はハワード・ヒューズが開発した世界最大のプロペラ飛行艇H-4 ハーキュリーズの展示で有名な博物館。建物は左右対称で非常に大きなガラス壁が特徴的で、その中には80機の飛行機が展示され、街のランドマークとなっている。ハーキュリーズ以外にも、SR-71 ブラックバードやF6F ヘルキャットなどが展示されており、さらにIMAXシアターや屋内プールも併設されている。かつてはこの博物館を使用して地元高校が工学講座、宇宙講座を実施していた。

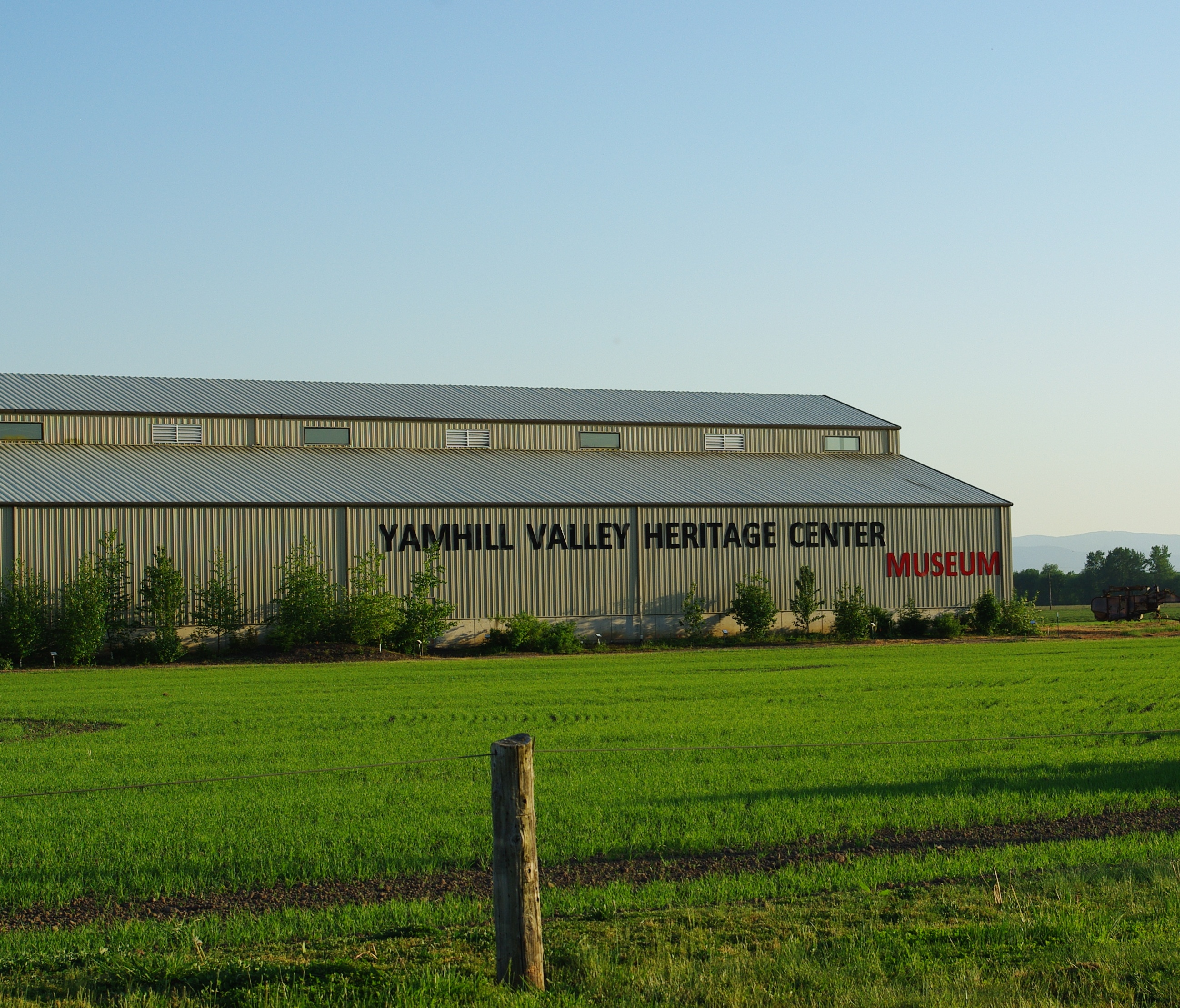
ヤムヒルバレー歴史博物館

ヤムヒルバレー歴史博物館はマクミンビル郊外に位置する。この博物館はヤムヒル郡歴史協会によって運営され、ヤムヒル郡内にある文化遺産の保存と展示のために利用されている。
博物館内には鍛冶屋や製粉機、蒸気機関などが展示されている。

### UFOの名所
マクミンビルはUFO研究家には有名な場所である。1950年6月9日、地元紙ニュース・レジスター紙は5月11日に未確認飛行物体が目撃されたと一面記事で報じ、その写真を掲載した。翌日にはオレゴニアン紙がその写真を掲載、さらにその写真が1ヶ月後にはライフ誌に掲載された。
現在「マクミンビルのUFO写真」として知られているその写真はマクミンビル南方9マイル（15km）のシェリダン郊外のトレント農場で撮影された。UFO研究家とそれに懐疑的な研究者の間で激論が交わされたが、マクミンビルの名は有名となり、現在ではUFOフェスティバルが毎年開催されている。このUFOフェスティバルはニューメキシコ州ロズウェルで開催されるUFOフェスティバルに次ぐ、全米第2位の集客数を誇るUFOフェスティバルである。

## 公園・レジャー施設
マクミンビルの公園、レジャー施設を管轄するマクミンビル・コミュニティセンターが市内18ヶ所の公園を管理している。マクミンビル最大の公園はジョー・ダンサー・パークであり、100エーカーの敷地内にはバスケットボールコート、ソフトボール場、サッカー場、遊具、スケート場などが設置されている。ジョー・ダンサー・パークは長年シティ・マネジャーを務めたジョー・ダンサーに因んで名付けられた。
加えて、1956年から同センターはアクアティックセンターの管理も行っている。アクアティックセンター内には屋内プール2つとスパ、フィットネスセンターが設置されている。また、このセンターでは地元マクミンビル高校の水泳チームが練習を行なっている。
また、郊外にはゴルフ場も立地する。バーユーゴルフ場には9ホールのゴルフコースに加え、パター練習場も設置されている。さらに、ゴルフ場では子供向けのゴルフ教室も実施している。このゴルフ場はホワイト医師とその家族によって1964年にされた。
また、マイケルブック・カントリーコースは18ホール、パー72のゴルフ場で、国際試合も開催することができる。
シティ・パークはマクミンビルの中心地から歩いて行ける距離にある。1910年に設置された際、市は3,000米ドルの市債を発行して野外ステージと小さな動物園を公園内に設置した。現在、シティ・パークの周りにはスター・ミルと呼ばれる巨大な製粉所がある。この製粉所は1921年に閉鎖され、1927年の火災で被害を受けたが、市が8,500米ドルをかけて保存のために購入した。

## 教育

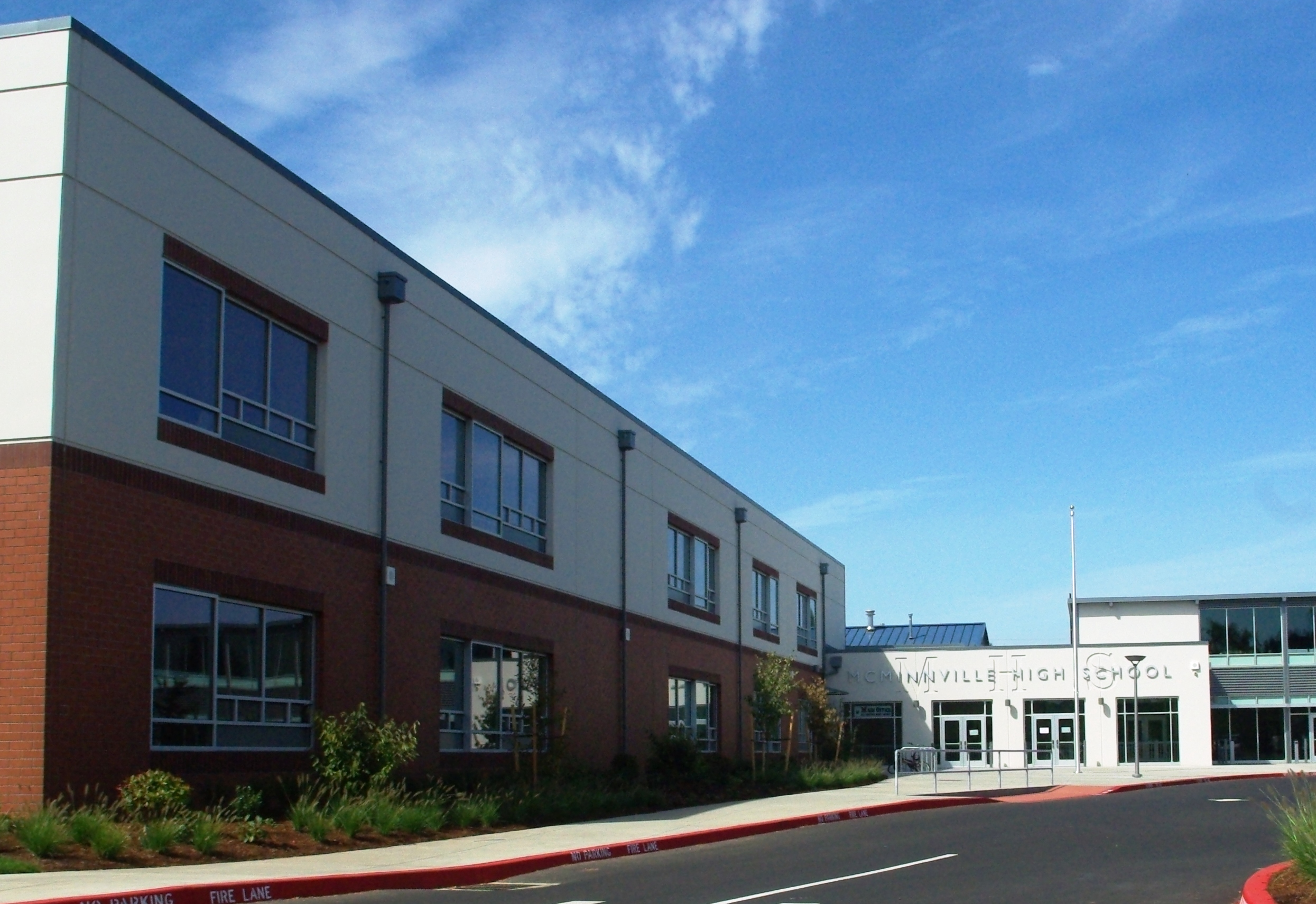
マクミンビル高校

マクミンビルの公教育はマクミンビル学校区が担当している。マクミンビル高校は現在2,000人の生徒が通う高校である。また、市内に中学校は2校、小学校が5校ある。また、同学校区は近隣のラファイエットにあるウェスチャー小学校も管轄している。
1858年、地元のバプテスト教会がリンフィールド・カレッジを設置した。当初はバプテスト・カレッジ・オブ・マクミンビルであったがその後マクミンビル・カレッジに変更、その後さらに現名称に変更された。そして、理事会の決定により2020年からリンフィールド大学（Linfield University）に変更される。リンフィールド大学はリベラルアーツカレッジであり、専攻が56個存在する。キャンパスはマクミンビル外縁部に存在し、200エーカーの土地に60以上の建物が存在する。24つの州から約2千名の学生が進学しており、スポーツチームはNCAAのディヴィジョンIIIに所属している。
また、チェケメタ・コミュニティ・カレッジのマクミンビルキャンパスが立地している。同カレッジは1974年からキャンパスをマクミンビルに設置しており、2011年にはリニューアルが行われた。メインキャンパスはオレゴン州セイラムに設置されている。

## 交通

### 道路
- アメリカ国道：なし
- オレゴン州道
  - 99号西線：南方61kmにポートランド、北方74kmにコーバリス
  - 18号線：オレゴン・コーストと接続
  - 47号線：ワシントン郡と接続

### 空港
- マクミンビル市営空港[38]：エバーグリーン航空が拠点としていた。

### 鉄道
- ポートランド・ウエスタン鉄道[39]

### バス
- 都市間バス
  - ニューバーグ・タイガード行き：平日（1時間ごと）、土曜日運行
  - ヒルズボロ・セイラム行き：平日のみ運行

## インフラ

### 電気水道
1888年からマクミンビル電気水道局によって提供されている。

### 医療
ウィラメットバレー医療センター（88床）がマクミンビルの医療を担当している。

## 著名な住人
- スコット・ブロシアス：メジャーリーガー、リンフィールド・カレッジ卒業
- ビバリー・クリアリー：児童作家、全米図書賞、ニューベリー賞受賞者
- ジョー・パターソン：メジャーリーガー